# Línea Cantoblanco-Alcobendas
La línea Cantoblanco-Alcobendas es una línea férrea de 7,2 kilómetros de longitud que pertenece a la red ferroviaria española y discurre por los términos municipales de Madrid, Alcobendas y San Sebastián de los Reyes. Se trata de una línea de ancho ibérico (1668 mm), electrificada a 3 KV y de vía doble. Es utilizada principalmente por servicios de cercanías. Siguiendo la catalogación de Adif, es la «línea 104».

## Historia
Desde la década de 1970 hubo varios planes para llevar el ferrocarril desde Madrid hasta los municipios de Alcobendas y San Sebastián de los Reyes si bien durante años estos proyectos no llegaron a materializarse por diversas vicisitudes. No fue hasta finales de la década de 1990 cuando se aprobó definitivamente un proyecto que preveía una ramificación de doble vía electrificada desde el ferrocarril directo Madrid-Burgos, partiendo de la variante de Cantoblanco. Este ramal circulaba en superficie hasta el inicio del casco urbano de Alcobendas, donde se volvía subterráneo. La nueva línea férrea fue abierta al tráfico el 9 de febrero de 2001, tras haber sido inaugurada el día anterior por el entonces ministro de Fomento.
Hasta el 8 de julio de 2008, discurría por este ramal la antigua línea C-1 (Alcalá de Henares - Alcobendas-San Sebastián de los Reyes).
Desde enero de 2005, con la extinción de la antigua RENFE, el ente Adif pasó a ser el titular de las instalaciones ferroviarias.
Desde el 9 de julio de 2008 discurre por este ramal la línea C-4 (Parla - Alcobendas-San Sebastián de los Reyes).